# DEMRE
El Departamento de Evaluación, Medición y Registro Educacional (Demre) es un organismo técnico de la Universidad de Chile responsable del desarrollo y construcción de instrumentos de evaluación y medición de las capacidades y habilidades de los egresados de la enseñanza media; la aplicación de dichos instrumentos y la realización de una selección interuniversitaria a nivel nacional en Chile, en forma objetiva, mecanizada, pública e informada. Es su vez el organismo encargado de la administración del sistema de selección a la educación superior.
Este departamento, dependiente de la Vicerrectoría de Asuntos Académicos de la Universidad de Chile, administra el proceso de selección para el ingreso a las universidades que conforman el Consejo de Rectores de las Universidades Chilenas. El DEMRE y sus predecesoras participaron en la creación y administración de la Prueba de Aptitud Académica (PAA); desde 2003 hasta 2020, fue el encargado de la Prueba de Selección Universitaria (PSU), entre 2021-2022 de la Prueba de Transición Universitaria (PDT) y desde 2022 de la Prueba de Acceso a la Educación Superior (PAES).

## Historia
La Universidad de Chile ha tenido varios organismos encargados de la construcción y aplicación de los instrumentos de selección (Prueba de Aptitud Académica, Prueba de Selección Universitaria), recepción de las postulaciones y selección de alumnos para las Universidades del Consejo de Rectores:

### OSAA: Oficina de Selección y Admisión de Alumnos (1966-1975)
El 28 de diciembre de 1966 fue creada la Oficina de Selección y Admisión de Alumnos (OSAA) con el objetivo de administrar todo lo relacionado con la nueva Prueba de Aptitud Académica, que se rendiría por primera vez el 11 de enero de 1967.
Tuvo a su cargo la inscripción de los candidatos, aplicación de pruebas, recolección y análisis de las notas de enseñanza media, difusión de la documentación y antecedentes necesarios para informar tanto a las autoridades como a los candidatos en lo que se referiría a las características y antecedentes del sistema, recolección de datos y resultados de la selección.
La creación y análisis de las Pruebas de Aptitud Académicas y de Conocimientos Específicos, en tanto, estaba a cargo del Instituto de Investigaciones Estadísticas (IIE), el cual había creado estos instrumentos a principio de la década de 1960.
Sus directores fueron: Carlos Ugarte Soto y Fernando Aranda Velásquez.

### SSRE: Servicio de Selección y Registro de Estudiantes (1975-1987)
Hasta agosto de 1975, la OSAA y el IEE trabajaban paralelamente en la elaboración, implementación y análisis de las PAA.
A partir del 21 de agosto de 1975, mediante Decreto N.º 5.769, se unificaron estas funciones en el Servicio de Selección y Registro de Estudiantes (SSRE). De este modo se consiguió coordinar actividades íntimamente relacionadas y se solucionaron posibles conflictos técnico-administrativos entre dos organismos que actuaban en una misma área. El SSRE nació entonces con cuatro divisiones naturales: Estudios, Admisión, Matrícula y Administración y Presupuesto.
Inicialmente, dependió directamente de la Vicerrectoría de Asuntos Académicos. Posteriormente, pasó a formar parte del Departamento Estudiantil.
Sus directores fueron: Fernando Aranda Velásquez y Francisco Lara Faure.

### DAPAA: Departamento de Administración de la Prueba de Aptitud Académica (1987-1996)
Mediante el Decreto Universitario N.º 1851, del 4 de mayo de 1987, el SSRE se transformó en el Departamento de Administración de la Prueba de Aptitud Académica (DAPAA), traspasando las funciones de presupuesto y personal de la División Matrícula al Departamento de Servicios Estudiantiles. El DAPAA dependió directamente de la Dirección General Académica y Estudiantil.
Sus directores fueron: Francisco Lara Faure y Luis Valdivieso González.

### DEMRE: Departamento de Evaluación, Medición y Registro Educacional (1996-presente)
El 1 de agosto de 1996, mediante Decreto Universitario n.º 007733, se sustituyó el Departamento de Administración de la Prueba de Aptitud Académica (DAPAA) por el Departamento de Evaluación, Medición y Registro Educacional (DEMRE).
Este organismo, perteneciente a la Vicerrectoría de Asuntos Académicos, es actualmente el encargado de la creación de las baterías de pruebas y la administración del proceso de admisión y selección de alumnos para las Universidades del Consejo de Rectores.
Sus directores han sido: Luis Valdivieso González, Ramón Berríos Arroyo, Lautaro Cisternas Lagos, María Ángela Bocchieri Ahumada (S), Iván Silva Lara (S); Eduardo Rodríguez Silva, Sergio Caruman, Leonor Varas (actual).